# 凡省
凡省（：‎），又译凡城省，位于凡湖与伊朗中间，是土耳其東部的一个省，面积19,069平方公里，人口約102萬人（2009年），首府凡城。著名的土耳其梵貓的老家就在凡省及周边地区。
公元前9世纪，凡省地区成为了烏拉爾圖王國的中心。在此后的数个世纪里，这里一直都是亚美尼亚人的主要居住地。第一次世界大战期间，亚美尼亚人遭到土耳其奥斯曼帝国政府的种族大屠杀，被迫离开了这里或被“清除”。
2011年10月23日發生大地震造成多人傷亡。

## 图片

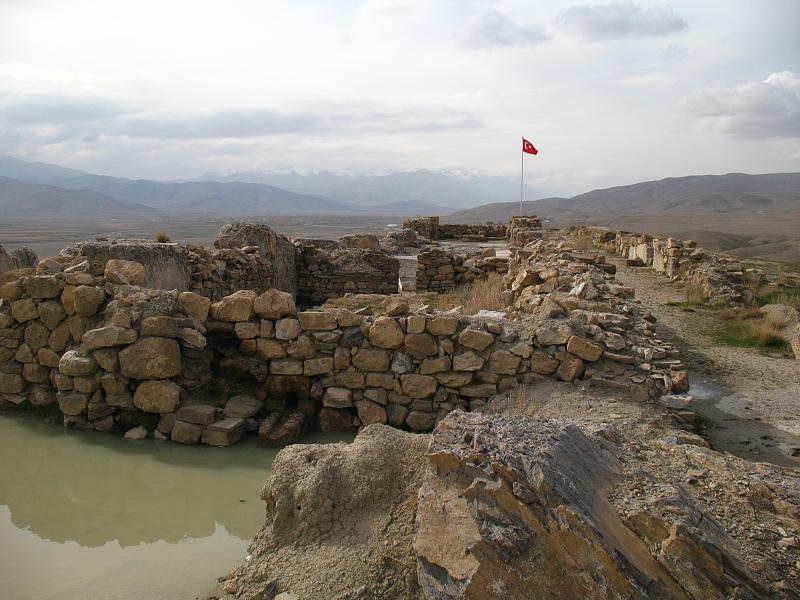
Haykaberd
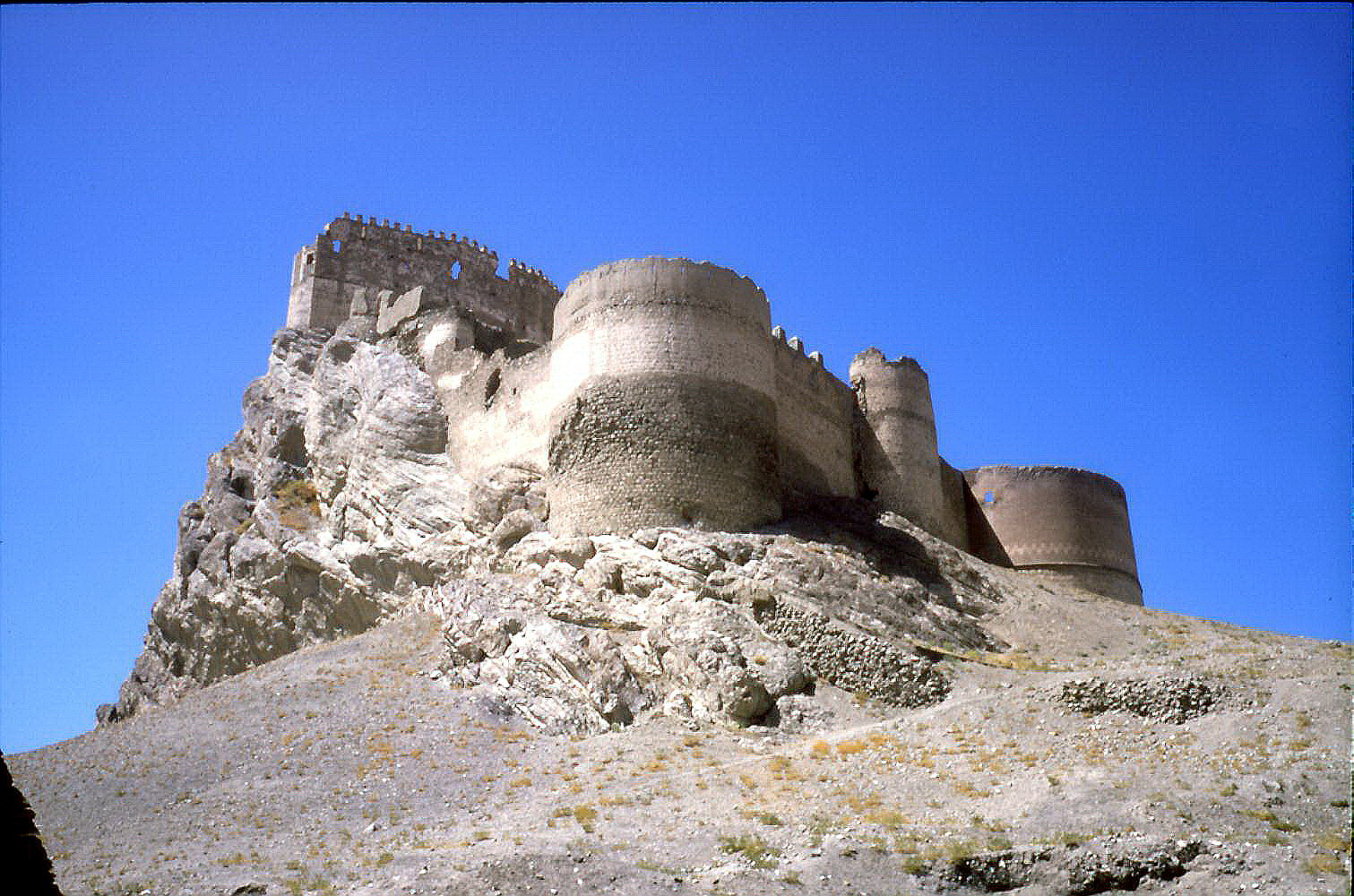
Hoşap 古堡
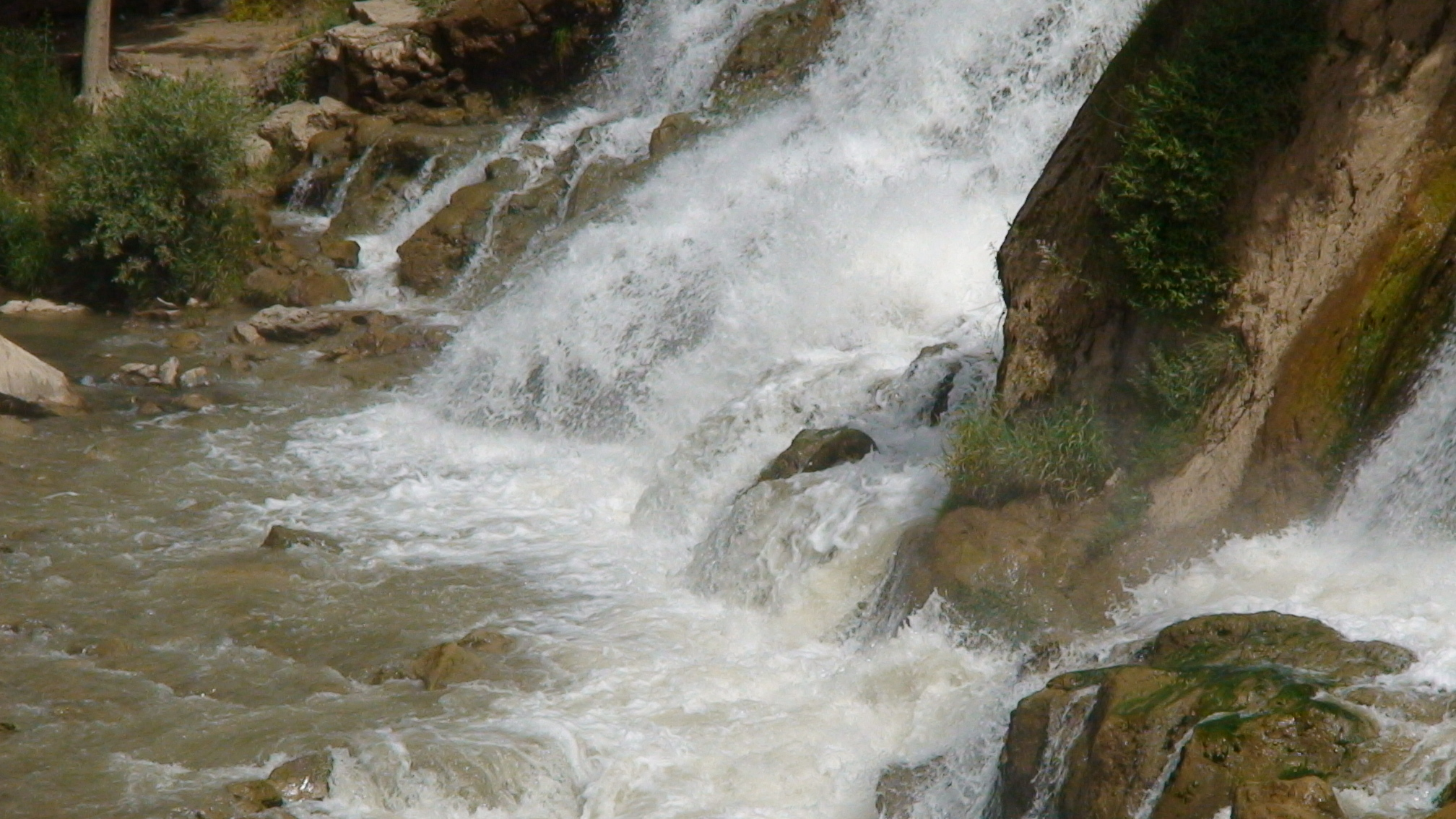
Muradiye 瀑布
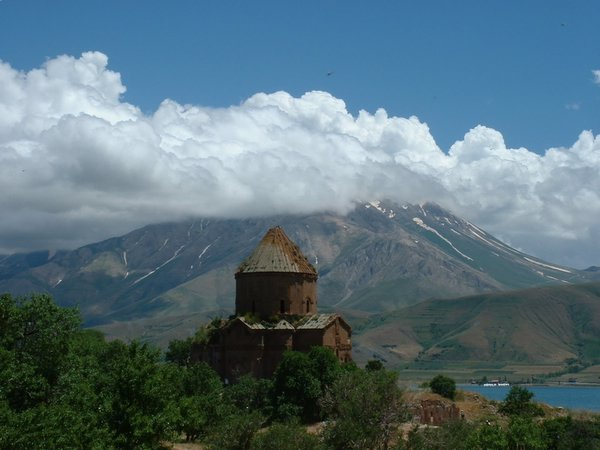
位于Akdamar岛上的Holy Cross亚美尼亚大教堂（10世纪）
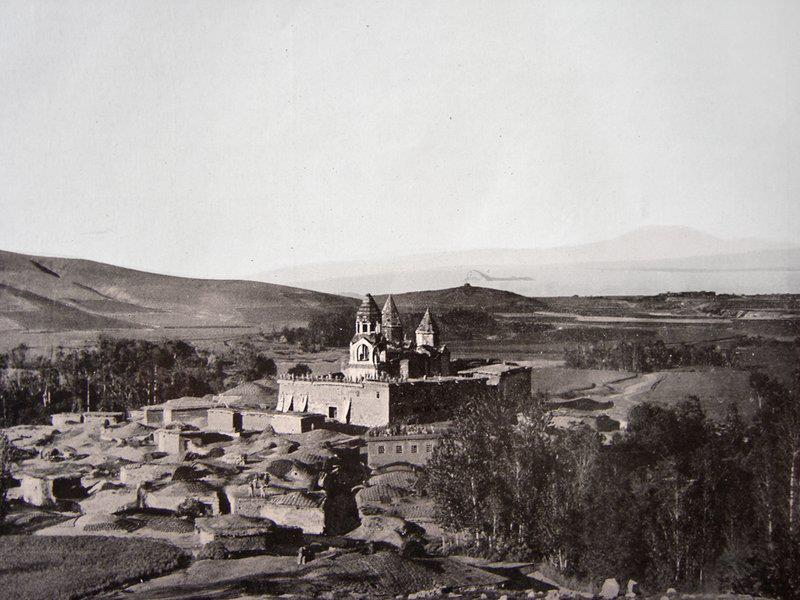
亚美尼亚使徒教会Narekavank修道院（10世纪）
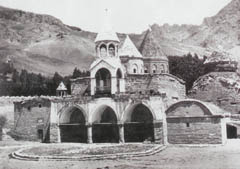
Varagavank修道院（11世纪）
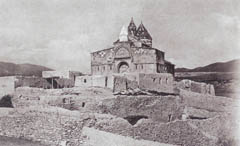
Saint Bartholomew修道院（13世纪）
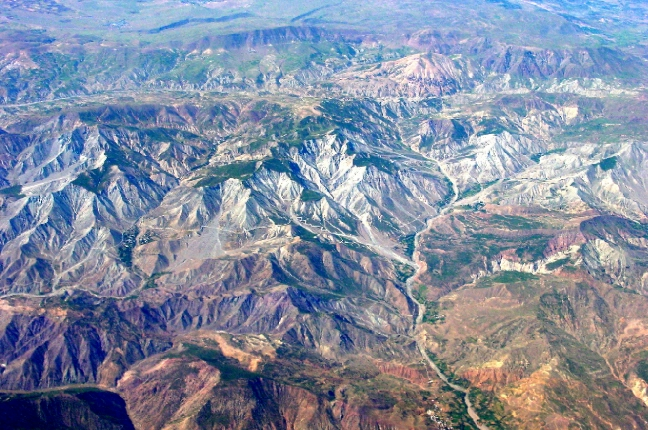
山脉